# Ivana Bednářová
Ivana Bednářová (* 7. ledna 1957 České Budějovice) je česká malířka a grafička. Považována je za malířku surrealistického ladění.

## Život a dílo
Středoškolská studia absolvovala v Táboře na Střední ekonomické škole se zaměřením na cizojazyčnou korespondenci (1972–1976). Další 3 léta do roku 1979 žila v Praze a pracovala jako referentka zahraničního obchodu v PZO Ligna. Později vystudovala PF Jihočeské univerzity v Českých Budějovicích (absolvovala 2009).
Během svého působení v Praze se setkala s tvorbou malíře Zdeňka Sklenáře. V roce 1979 se vrátila do rodného města. Intenzívně se věnovala samostudiu malířských technik, které osobitě zpracovávala, obohacena o pražské podněty. V roce 1987 se uskutečnila její první samostatná výstava v Kulturním domě v Rožnově u Českých Budějovic, kde byla v letech 1984–1986 členkou volného sdružení výtvarníků pod vedením malíře a grafika Václava Boukala.
V rané tvorbě se formovala autorčina vlastní malířská poetika od realistické tendence k volnějšímu fantazijnímu projevu. Krajina se stala pro Ivanu Bednářovou hlavním inspiračním zdrojem a vznikala plátna zpodobňující krajinu jako zduchovnění tohoto tématu.
V roce 1989 opustila své civilní povolání a začala se naplno věnovat výtvarné činnosti coby autodidakt s nesporným vlivem malířů surrealismu (Josef Istler) a fantazijního realismu (Aleš Krejča).
V letech 1995-2000 se setkávala s Josefem Istlerem v jeho pražském ateliéru a tato setkání sehrála významnou roli při formování jejího výtvarného názoru.
Díla z konce prvého desetiletí a počátku druhého desetiletí 21. století představovala pokračování v osobité tvůrčí cestě a vznikly velké cykly obrazů. Prvním z nich byl cyklus Dva póly bytí, který řešil dualismus lidské existence. Osobní metaforická touha po ztotožnění se s tím, co přesahuje hranice lidského rozumu, byla tématem dalšího cyklu Příběhy a podivné objekty. Díla z tohoto období zavedla diváka do fantaskních krajin naplněných existenciálním tichem. Obraz První hvězdy (2010–2011) je dílem, kde autorka naplnila v plné míře tezi o spojení touhy, fantazie a snění a navrátila se do reality v duchu surrealistické tradice.
Mezníkem v tvorbě Bednářové byla její cesta do Bretaně v roce 2012, která vyústila do rozsáhlého cyklu Bretagne (2012–2013). Cyklus byl pokračováním fantaskních krajin a promítl se do dalšího rozsáhlého cyklu Rogallony (Nová síň Praha, 2014), který odkazoval k mystickým krajinám Bretaně. Echa této cesty byla přítomna ve tvorbě následujících období.
Poslední velký cyklus maleb vznikl pod názvem "Ticho a stín" (Nová síň Praha, 2017).
Ivana Bednářová uspořádala řadu samostatných výstav a účastnila se mnoha kolektivních výstav. Je členkou spolku Lughnasadh Praha. Díla autorky se nacházejí v soukromých sbírkách v Čechách a v zahraničí (Kanada, Rakousko, Německo, Francie, Španělsko a Japonsko). Věnuje se převážně olejomalbě, tvorbě monotypie a prostorových objektů.

## Výstavy

### Výběr autorských výstav
- 1987 – České Budějovice, Kulturní centrum Rožnov
- 1988 – České Budějovice, Komerční banka
- 1992, 1995, 1997 – České Budějovice, Agrobanka
- 1988 a opakovaně – České Budějovice, ART Galerie Present[3]
- 2000 – Týn nad Vltavou – Galerie Art Club (Městská galerie)
- 2002 Praha – výstavní prostor Divadla Na Fidlovačce
- 2005 – Hluboká nad Vltavou, Hledač, hlídač a alchymicon, Galerie Knížecí Dvůr
- 2011 – České Budějovice – výstava cyklu Příběhy a podivné objekty v Radniční výstavní síni historické budovy radnice
- 2013 – České Budějovice – výstava cyklu Bretagne, ART Galerie Present
- 2015 – Praha , výstava cyklu Rogallony, galerie Nová síň, s podporou Prahy 1
- 2018 – Praha, výstava cyklu Ticho a stín, galerie Nová síň

### Výběr kolektivních výstav
Účast na kolektivních výstavách od roku 2000 – Dvorky v Týně nad Vltavou, I. a II. Salon českých, moravských a slezských výtvarníků v Litoměřicích, výstavy sdružení Lugh – nyní Lughnasadh Praha (Beroun, zámek Kačina, Znojmo, Praha, Teplice, Jílové u Prahy). 

## Realizace
V roce 2005 byla Ivana Bednářová oslovena zástupci obce Zdechovice, zda by nevytvořila oltářní obraz pro kostel sv. Petra a Pavla v tamní obci. Oltářní obraz pro kostel sv. Petra a Pavla ve Zdechovicích vznikal v ateliéru malířky Bednářové bezmála 1 rok a byl vysvěcen 29. 10. 2006 Mons. Dominikem Dukou při slavnostní mši k uctění sv. Petra a Pavla.